# Athyrium nipponicola
Athyrium nipponicola là một loài dương xỉ trong họ Athyriaceae. Loài này được Ohwi mô tả khoa học đầu tiên năm 1956.
Danh pháp khoa học của loài này chưa được làm sáng tỏ. 